# أوري أرئيل
أوري أرئيل (بالعبرية: אורי אריאל، من مواليد 22 ديسمبر 1952) سياسي إسرائيلي كان عضوًا في الكنيست عن حزب البيت اليهودي ووزير الزراعة والتنمية الريفية.